# Grégoire de Saint-Vincent
Grégoire de Saint-Vincent   (Bruges, 8 de setembre de 1584 - Gant, 27 de gener de 1667), en llatí: Gregorius de Sancto Vincentio, va ser un matemàtic jesuïta flamenc del segle xvii.

## Vida
No es coneix gens de la vida de Sant-Vincent abans d'ingressar al col·legi jesuïta de Bruges el 1595, tot i que es pot suposar que era fill de comerciants espanyols instal·lats a Flandes. A partir de 1601 va estudiar filosofia i matemàtiques al col·legi de Douai, a nord de França i el 1605 va ingressar a l'orde jesuïta. El 1611 es traslladà a Roma on completà els seus estudis matemàtics al Collegio Romano sota la direcció de Christopher Clavius.
El 1613 fou ordenat sacerdot i els anys següents feu de professor a diverses escoles jesuïtes del seu país (Brussel·les i 's-Hertogenbosch). Després d'un breu període de capellà de les tropes espanyoles estacionades als Països Baixos, a partir de 1616 romangué a la casa jesuïta d'Anvers, de la que era rector un altre matemàtic jesuïta conegut: François d'Agullon.
El 1621 passà a ser professor de matemàtiques de la Universitat de Lovaina on tingué, entre els seus alumnes destacats, Jean-Charles della Faille. Després d'una estança a Roma, on polemitzà amb Grienberger (successor de Clavius al Collegio Romano) per la seva solució a la quadratura del cercle, deixà Lovaina per Praga el 1627.
El 1628 patí un primer atac d'apoplexia del que mai es recuperaria plenament, i que posà fi al seu període més creatiu. El 1632 retornà al seu país i s'instal·là al col·legi de Gant, on patí un nou atac d'apoplexia el 1655. Morí a aquesta ciutat el 1667.

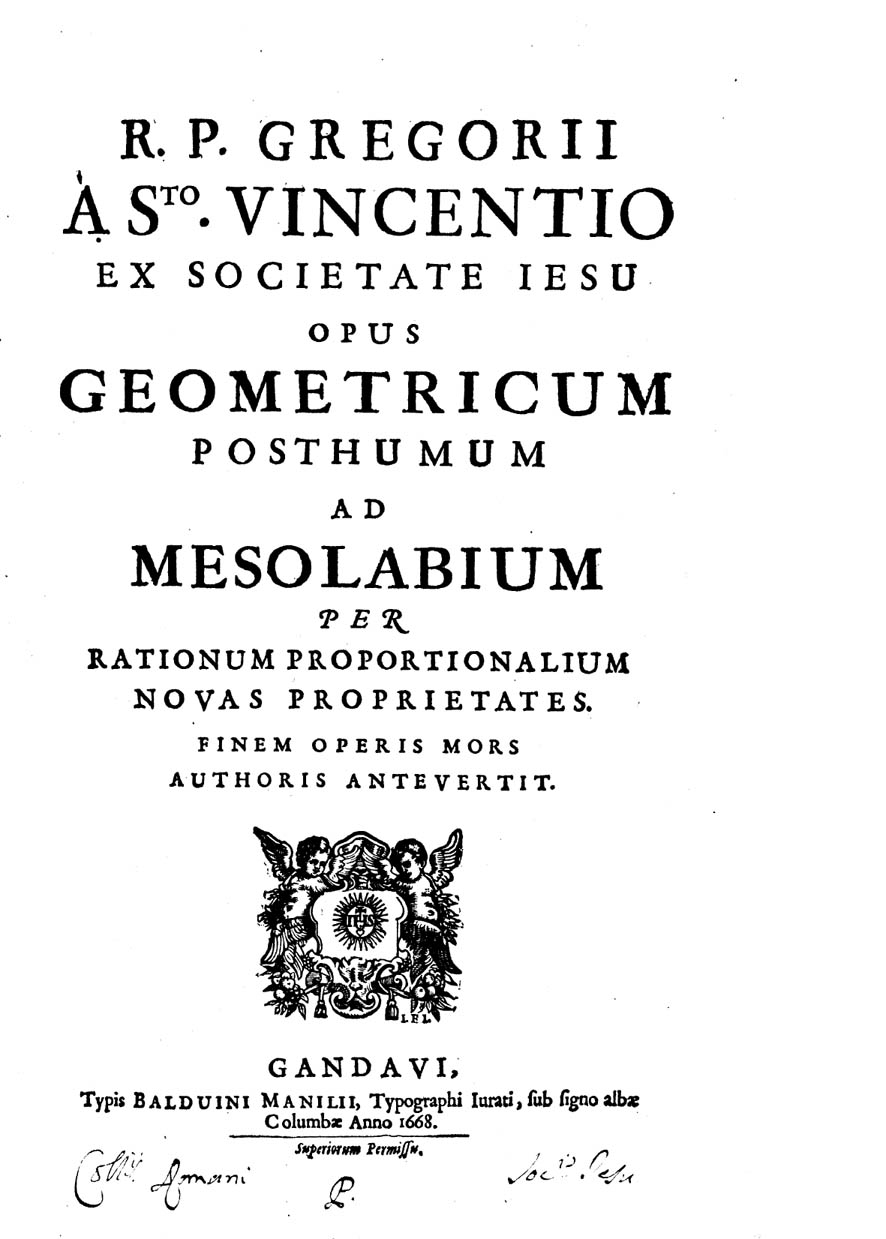
Opus geometricum posthumum, 1668

## Obra
La seva obra més important és l'Opus Geometricum, publicada a Anvers el 1647, tot i que va ser escrita molt abans, amb tota seguretat (potser vers el 1624). Malgrat la penosa impressió que dona el llibre pel seu desordre aparent, en ell s'hi poden trobar idees que han estat força fructíferes en el desenvolupament posterior de les matemàtiques. Potser la més interessant d'elles és el descobriment de les propietats de les àrees sota una hipèrbola equilàtera {\displaystyle xy=1}. Va demostrar que si quatre punts de la hipèrbola es troben en la relació {\displaystyle x_{2}:x_{1}=x_{4}:x_{3}}, aleshores les àrees sota la hipèrbola en els intervals {\displaystyle [x_{1},x_{2}]} i {\displaystyle [x_{3},x_{4}]} són iguals. Dos anys després, el també jesuïta Alfonso Antonio de Sarasa va descobrir les implicacions logarítmiques d'aquesta demostració i una forma per calcular els logaritmes naturals, és a dir, els logaritmes en base {\displaystyle e}.